# NGC 513
NGC 513 (другие обозначения — UGC 953, MCG 6-4-16, ZWG 521.20, ARAK 41, IRAS01216+3332, PGC 5174) — спиральная галактика (Sc) в созвездии Андромеда.
Описывается Дрейером как «слабый и маленький звёздный объект».
Спектральный анализ показывает, что галактика представляет собой систему из двух взаимодействующих галактик. Меньшая галактика-спутник имеет размер 2.3 килопарсек и находится на юго-западе от основной галактики.
Галактика обладает активным ядром и относится к сейфертовским галактикам типа II.
Этот объект входит в число перечисленных в оригинальной редакции «Нового общего каталога».